# Anthomyia recurrens
Anthomyia recurrens är en tvåvingeart som först beskrevs av Malloch 1934.  Anthomyia recurrens ingår i släktet Anthomyia och familjen blomsterflugor. Inga underarter finns listade i Catalogue of Life.